# Nottuln
Nottuln is een plaats en gemeente in de Duitse deelstaat Noordrijn-Westfalen, gelegen in de Kreis Coesfeld. Nottuln telt 19.636 inwoners (31 december 2020) op een oppervlakte van 85,67 km².

## Indeling van de gemeente

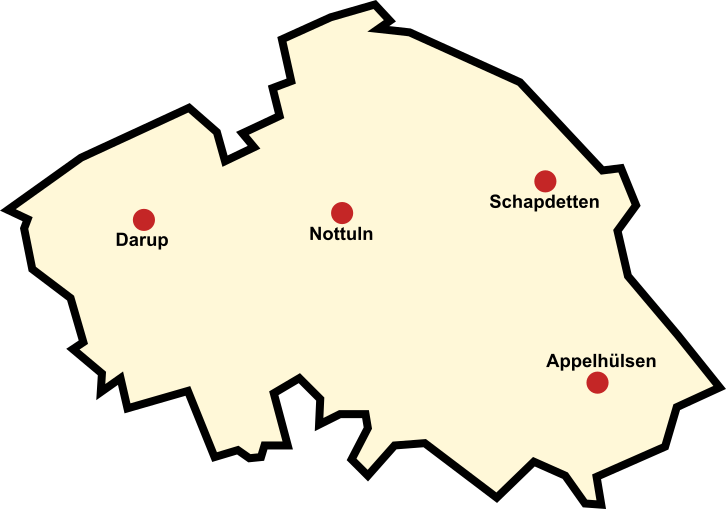
Ortsteile van Nottuln

Nottuln had per 31 december 2020 in totaal 20.192 inwoners.
De gemeente bestaat uit de vier Ortsteile:
- Appelhülsen (4.723 inwoners per 31 december 2020)
- Darup (2.167 inwoners per 31 december 2020)
- Nottuln (12.068 inwoners per 31 december 2020)
- Schapdetten (1.269 inwoners per 31 december 2020)[3]

Tot Nottuln behoren o. a. de volgende Bauerschaften (gehuchten):
- Baumberg
- Buxtrup
- Draum
- Gladbeck
- Hastehausen
- Heller, hier staat de monumentale herenboerderij Villa Alstede
- Horst
- Hövel
- Limbergen
- Stevern
- Stockum
- Uphoven

## Ligging, verkeer, vervoer
Nottuln ligt in het Münsterland circa 25 km ten westen van de stad Münster, aan de zuidflank van de Baumberge, een toeristisch aantrekkelijke streek. De gemeente wordt doorsneden door enkele kleine beken, waarvan de Stever nog de belangrijkste is. Grote, bevaarbare waterwegen ontbreken.

### Aangrenzende gemeenten
| Aangrenzende gemeenten | Aangrenzende gemeenten | Aangrenzende gemeenten | Aangrenzende gemeenten | Aangrenzende gemeenten |
| ---------------------- | ---------------------- | ---------------------- | ---------------------- | ---------------------- |
|                        |                        | Billerbeck             |                        | Havixbeck              |
|                        |                        |                        |                        |                        |
| Coesfeld               |                        |                        |                        |                        |
|                        |                        |                        |                        |                        |
| Dülmen                 |                        |                        |                        | Senden                 |

### Wegverkeer
De Autobahn A43 Wuppertal-Münster doorsnijdt de gemeente van west naar oost. Bij afslag 4 van deze Autobahn, 4 km ten zuidoosten van het stadje Nottuln en bijna 2 km ten noordwesten van Appelhülsen, begint de Bundesstraße 525, via dewelke men van deze afrit westwaarts rijdende na 4 km Nottuln, na 18 km Coesfeld, na 26 km afrit 33 van de Autobahn A31 Emden-Bottrop, na 40 km Südlohn en na 44 km de Nederlandse grens ten oosten van Winterswijk bereikt. Een landschappelijk mooie route leidt van Nottuln over de Baumberge noordoostwaarts, waar men na ca. 7 km achtereenvolgens het station, het kasteel en het centrum van Havixbeck bereikt. Een andere binnenweg leidt van Nottuln noordwestwaarts naar Billerbeck. Ook deze weg is 7 km lang.

### Openbaar vervoer
Appelhülsen heeft aan de zuidkant van het dorp een klein station (Nottuln-Appelhülsen) aan de spoorlijn Ruhrgebied-Münster waar de treinserie RE 42 ieder half uur in beide richtingen stopt. Dit station bedient ook het 7 km verder zuidoostwaarts gelegen Senden. Het bijbehorende stationsgebouw (bouwjaar 1870) stortte in 2007 na een zware storm in, en is na de sloop niet herbouwd.
Busverbindingen van, naar of binnen de gemeente zijn beperkt tot - slechts enkele malen per dag, en 's avonds en in de weekeinden geheel niet- rijdende scholieren- of buurtbussen.
Ondanks het heuvelachtige terrein wordt ook voor woon-werk- of woon-schoolverkeer het gebruik van de fiets of e-bike sterk gestimuleerd.

## Economie
Dragende factoren van de lokale economie zijn de landbouw en vooral het toerisme.
Op enkele bedrijventerreinen is midden- en kleinbedrijf, van uitsluitend lokaal of regionaal belang, gevestigd.

## Geschiedenis
De gemeente is tot aan de napoleontische tijd deel geweest van het Prinsbisdom Münster. Ten gevolge hiervan kon de Reformatie van de 16e eeuw weinig tot geen blijvende invloed uitoefenen. Het percentage katholieken onder de christenen in de gemeente was dan ook eind 2019 nog bijna viermaal zo hoog als het percentage evangelisch-luthersen.
Alle plaatsen in de gemeente gaan terug op stichtingen van kerken in de 9e tot 11e eeuw. In Nottuln zou de heilige Liudger verbleven hebben. Een probleem bij de geschiedschrijving van Nottuln is, dat in het begin van de 19e eeuw de plaatselijke kapelaan uitgebreid "historisch onderzoek" heeft verricht, met als voornaamste gegevensbron zijn eigen fantasie. De stelling, dat een plaatselijke vrome vrouw, Heriberg, die er in 839 stierf, een zuster van Liudger was, is, na grondiger en later onderzoek, om die reden niet houdbaar gebleken. Ook is onzeker, of Heriberg ooit heilig verklaard is. Wel wordt het gebeente, dat in 1978 in een met zilver versierde eikenhouten doodkist werd ontdekt, aan deze Heriberg toegeschreven. De desbetreffende kist wordt in de Martinikerk te Nottuln bewaard. Ook de oudste geschiedenis van het (vanaf 1501 adellijke) vrouwensticht (dat met zekerheid in 1184 reeds geruime tijd bestond; de genoemde Heriberg zou de eerste abdis kunnen zijn geweest) is hierdoor in nevelen gehuld. Wel zeker is, dat het in de late middeleeuwen bezittingen in het gehele Münsterland bezat. In de Tachtigjarige Oorlog werden sticht en dorp Nottuln enige malen door zowel Staatse als Spaanse soldaten geplunderd. Een van de abdissen van het Stift Nottuln, Elisabeth Van den Bergh - 's-Heerenberg, (1613-1614) was een achternichtje van Willem van Oranje.

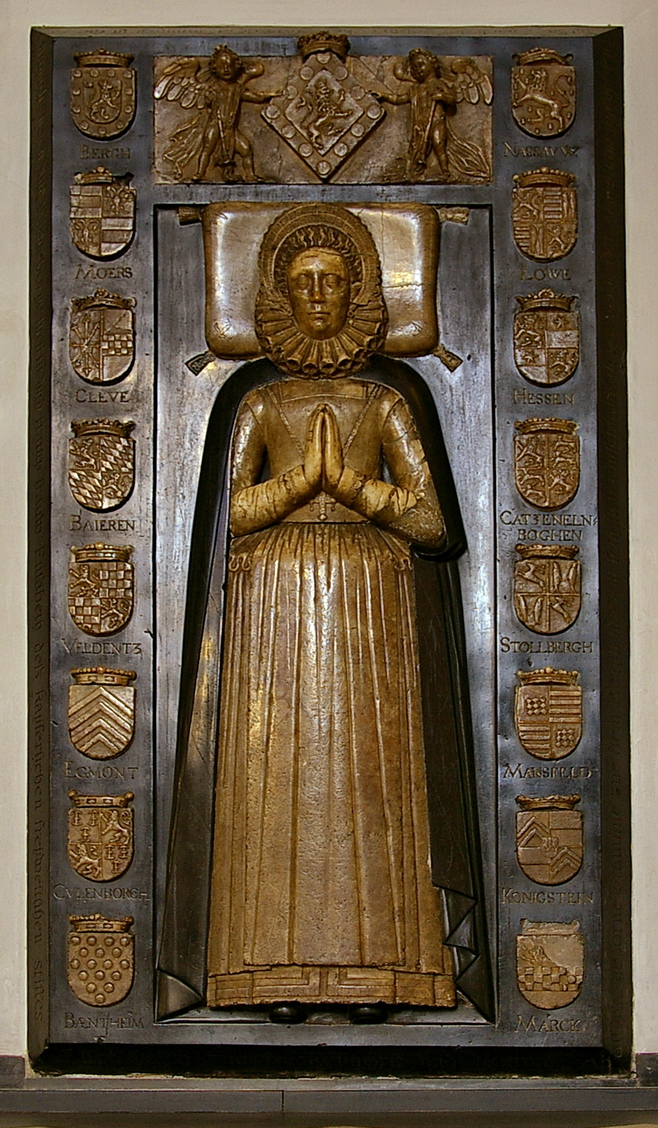
Elisabeth Van den Bergh - 's-Heerenberg

Het sticht werd in 1811 geseculariseerd en opgeheven.
In de vroege 17e eeuw werd Nottuln tweemaal gedecimeerd door pestepidemieën. In 1748 werd het dorp door brand bijna geheel verwoest. Ook de oude stichtsgebouwen gingen hierbij verloren, maar de kerk kon gerepareerd worden. De herbouw na de brand, en de nieuwe torenspits (1754) op de Martinikerk, waren ontworpen door de beroemde Münsteraner architect Johann Conrad Schlaun; te zijner ere werd een standbeeld in Nottuln opgericht.
Opvallend is de geschiedenis van het in 1022 rondom een kerk en een kasteeltje ontstane dorp Appelhülsen. Het kasteeltje werd niet door een edelman bewoond, maar was het Oppenhues, een voor iedere vluchteling open huis. De later op deze plaats gebouwde boerderij is thans het dorpscentrum en dependance van het Nottulner gemeentehuis. Een andere grote boerderij werd na de Tweede Wereldoorlog aan de gemeente verkocht voor een nieuwbouwwijk ter huisvesting van Heimatvertriebene. Dezen waren overwegend evangelisch-luthers. Tot dan toe woonden in Appelhülsen nagenoeg alleen rooms-katholieken. Van de boerderij bleef een schilderachtige vakwerkschuur (Spieker) bewaard, die thans als evangelisch-luthers kerkje (Friedenshaus) dienst doet.
Op 18 januari 1979 pleegde een rechts-extremist een bomaanslag in de Longinusturm, een uitzichttoren met telecommunicatie-apparatuur erin. Op dat ogenblik was op de Duitse tv een programma over de Holocaust te zien. De aanslag, die alleen tot gevolg had, dat 100.000 Duitsers enige tijd geen tv-verbinding hadden, was een van de eerste terreurdaden van extreemrechts in Duitsland na de Tweede Wereldoorlog.

## Bezienswaardigheden
- De Martinikerk te Nottuln (1489, laatgotisch)
- De fraaie, in de 18e eeuw door architect Johann Conrad Schlaun ontworpen, dorpskern van Nottuln met talrijke huizen uit de late 18e en 19e eeuw is bezienswaardig.
- St. Bonifatiuskerk, Schapdetten, vroeg 16e-eeuws met 12e-eeuwse toren; sinds 2009 niet meer voor de eredienst in gebruik, beperkt toegankelijk
- Het natuurschoon van, en fiets- en wandelroutes door de Baumberge aan de noordkant van de gemeente
- Watermolen Schulze Westerath tussen Nottuln en Schapdetten, maalvaardige, op een elektrische turbine werkende molen, in een uit 1490 daterend gebouw; op aanvraag te bezichtigen
- Herenboerderij Villa Alstede bij Schapdetten is startpunt voor fietstochten. Het deels 16e-eeuwse gebouwencomplex zelf is als opvoedingsinstelling en sociale woonvorm in gebruik en niet te bezichtigen.
- Het dorp en de kerk van Appelhülsen zijn schilderachtig, evenals de omgeving van de drie kasteeltjes Groß- en Klein-Schonebeck (thans twee boerderijen) en Giesking (thans een stoeterij), die echter niet bezocht kunnen worden.[7]
- Darup heeft een bezienswaardig kerkje, de St. Fabianus- en Sebastiaanskerk. Deze is deels in de middeleeuwen in gotische bouwstijl ontstaan, en in de 17e en 19e eeuw tweemaal ingrijpend gerenoveerd; belangrijkste inventarisstuk in de kerk is het 15e-eeuwse altaarretabel.
- Fraai uitzicht over de Baumberge vanaf de in 1900 gebouwde, 32 m hoge Longinusturm ten noorden van Nottuln. In de toren is een kleine horecagelegenheid ingericht. Zie ook Westerberg (Baumbergen).
- Beperkt toegankelijk oldtimer- en modelautootjesmuseum (merk Wiking Modellbau) Oldtimermuseum Nottuln- Klopfer Foundation te Nottuln. Tot de collectie behoort o.a. een Jaguar D-Type, die de 24 uur van Le Mans drie keer won, in 1957 met Ron Flockhart achter het stuur.

## Belangrijke personen in relatie tot de gemeente

### Geboren
- Christian Baumeister (* 24 december 1971 in Nottuln), dieren- en natuurfilmer voor Duitse tv-zenders en National Geographic

### Overleden
- Franz Ballhorn (* 29 november 1908 in Münster; † 27 februari 1979 in Nottuln) Duits functionaris van de katholieke jeugd- en sportbeweging Deutsche Jugendkraft (DJK) en locaal politicus[8]

### Overigen
- Clemens Maria Franciscus von Bönninghausen (1785-1864), diplomaat, bestuursambtenaar, pionier op het gebied van de homeopathie, bewoonde vanaf 1815 jarenlang het door hem geërfde Haus Darup[9]

### Partnergemeenten
- Saint-Amand-Montrond, Frankrijk (sinds 1984)
- Chodzież, Polen (sinds 1992)

## Trivia
In Appelhülsen is sinds 2018 de Stiftung Zauberkunst gevestigd, een organisatie ter bevordering en documentatie van de goochelkunst in Duitsland. Zie website: stiftung-zauberkunst.de. Een van de (naar eigen zeggen) bekendste goochelaars van Duitsland, Michael Sondermeyer, nam hiertoe het initiatief.

## Afbeeldingen

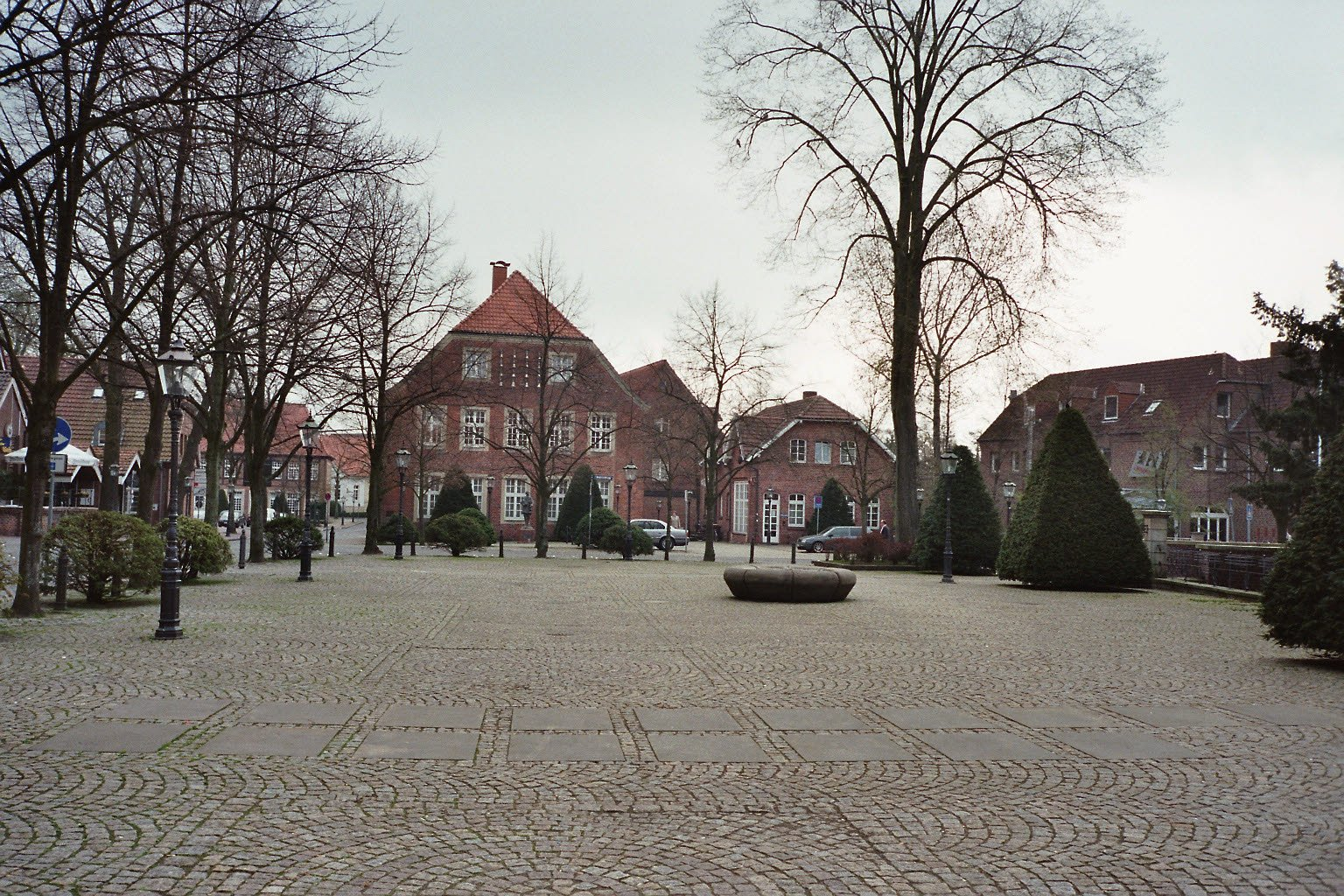
Centrum van Nottuln
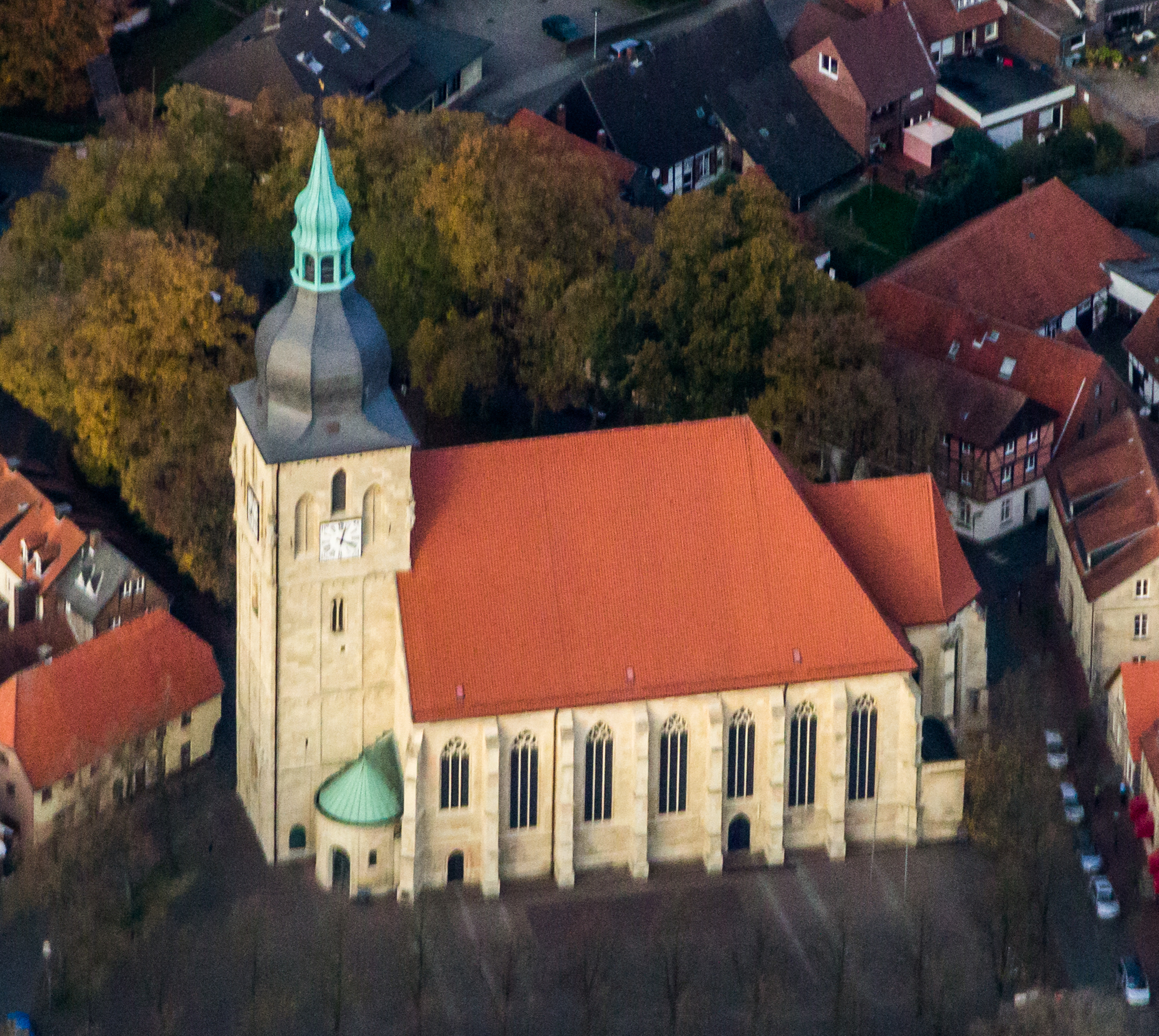
Nottuln, Martinikerk
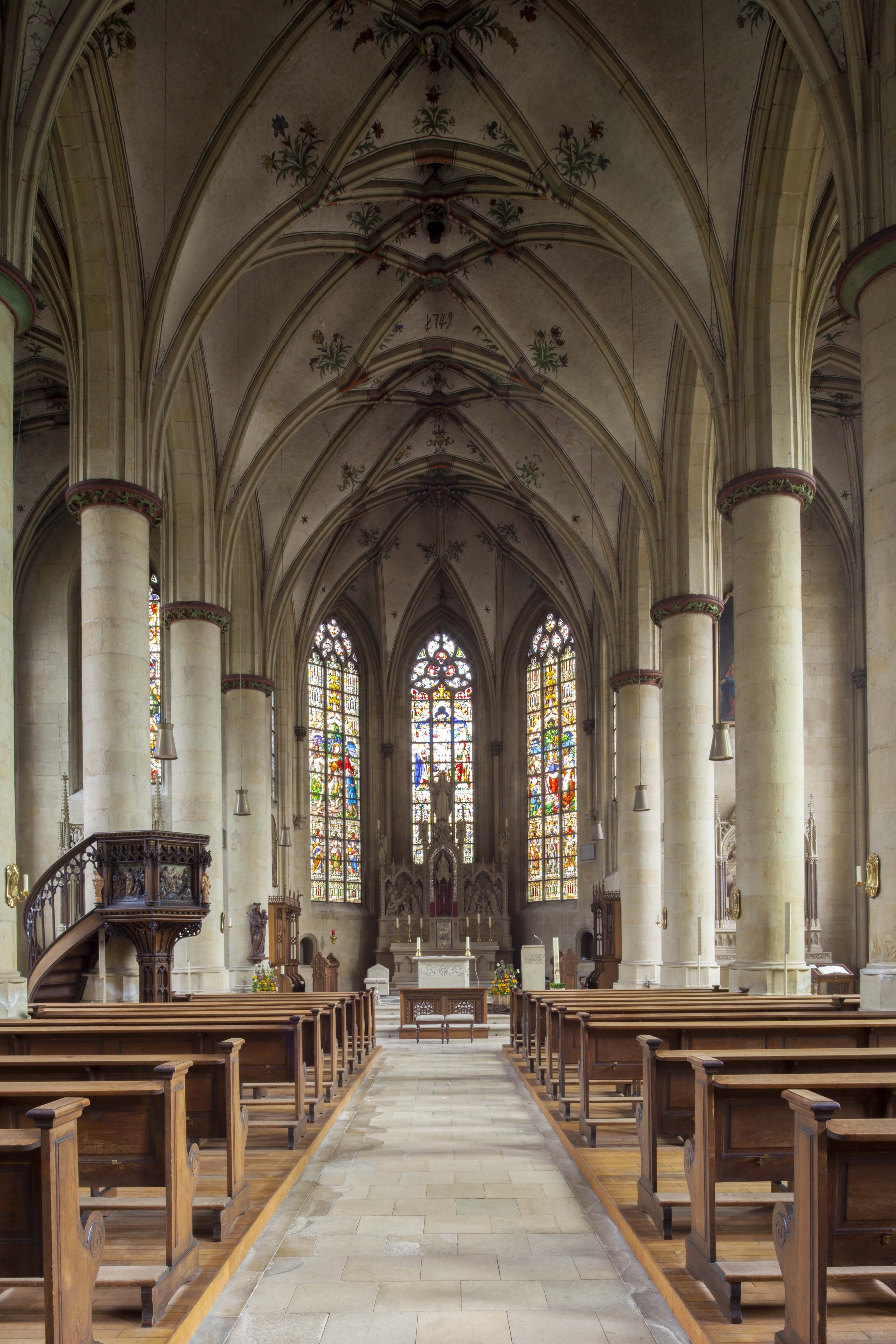
Nottuln, interieur Martinikerk
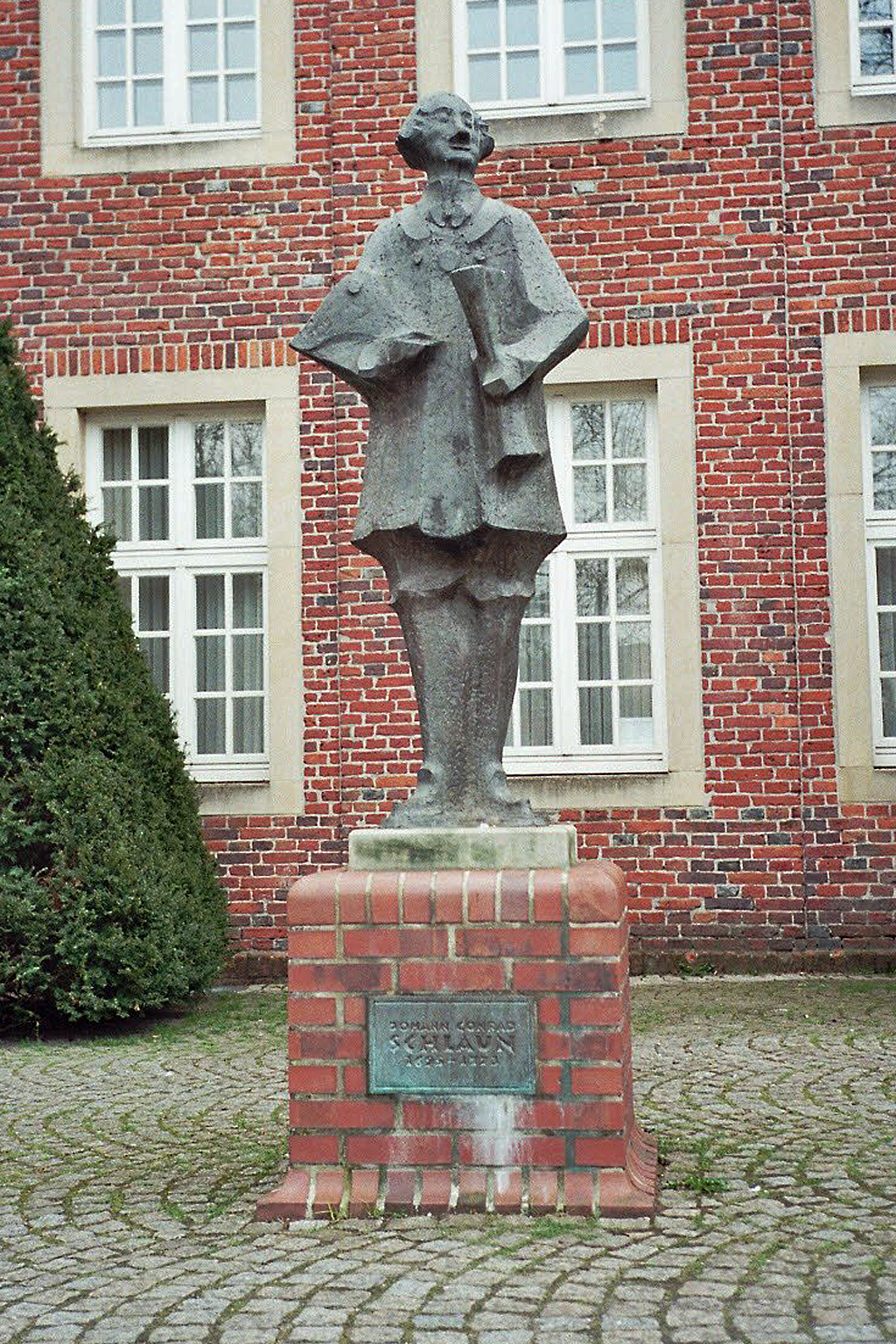
Standbeeld van de beroemde architect Johann Conrad Schlaun
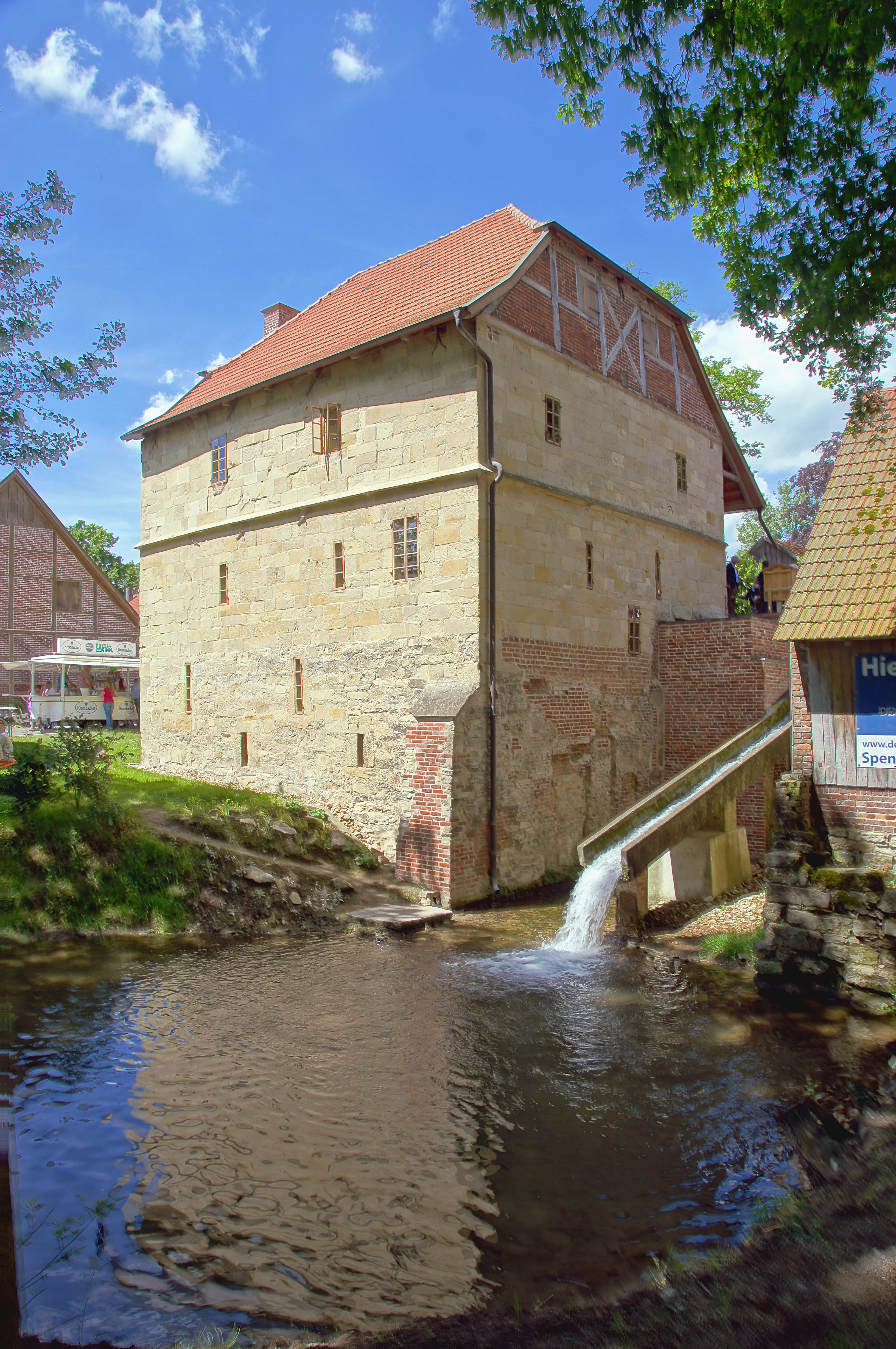
Watermolen Schulze Westerath
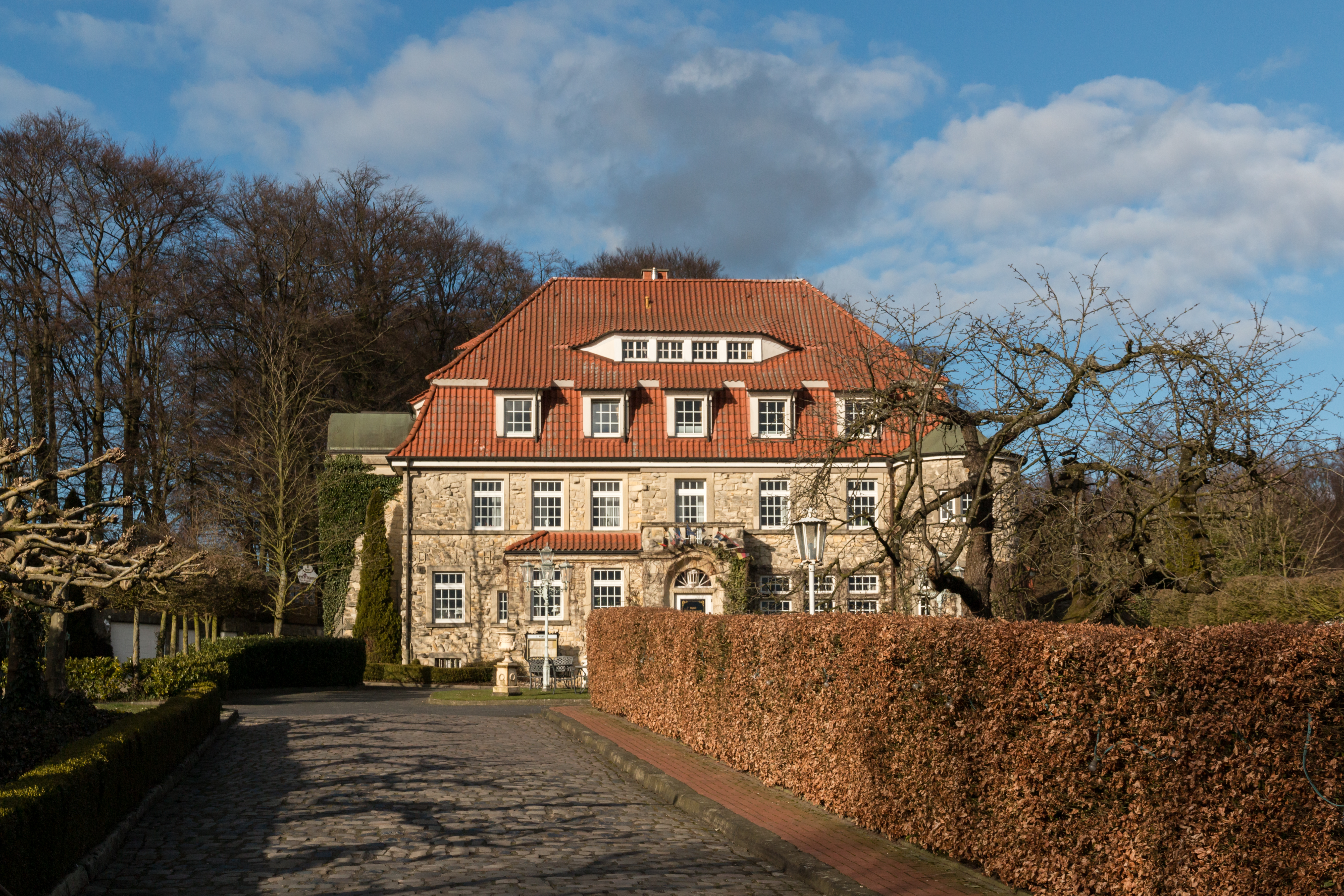
Hotel Steverburg
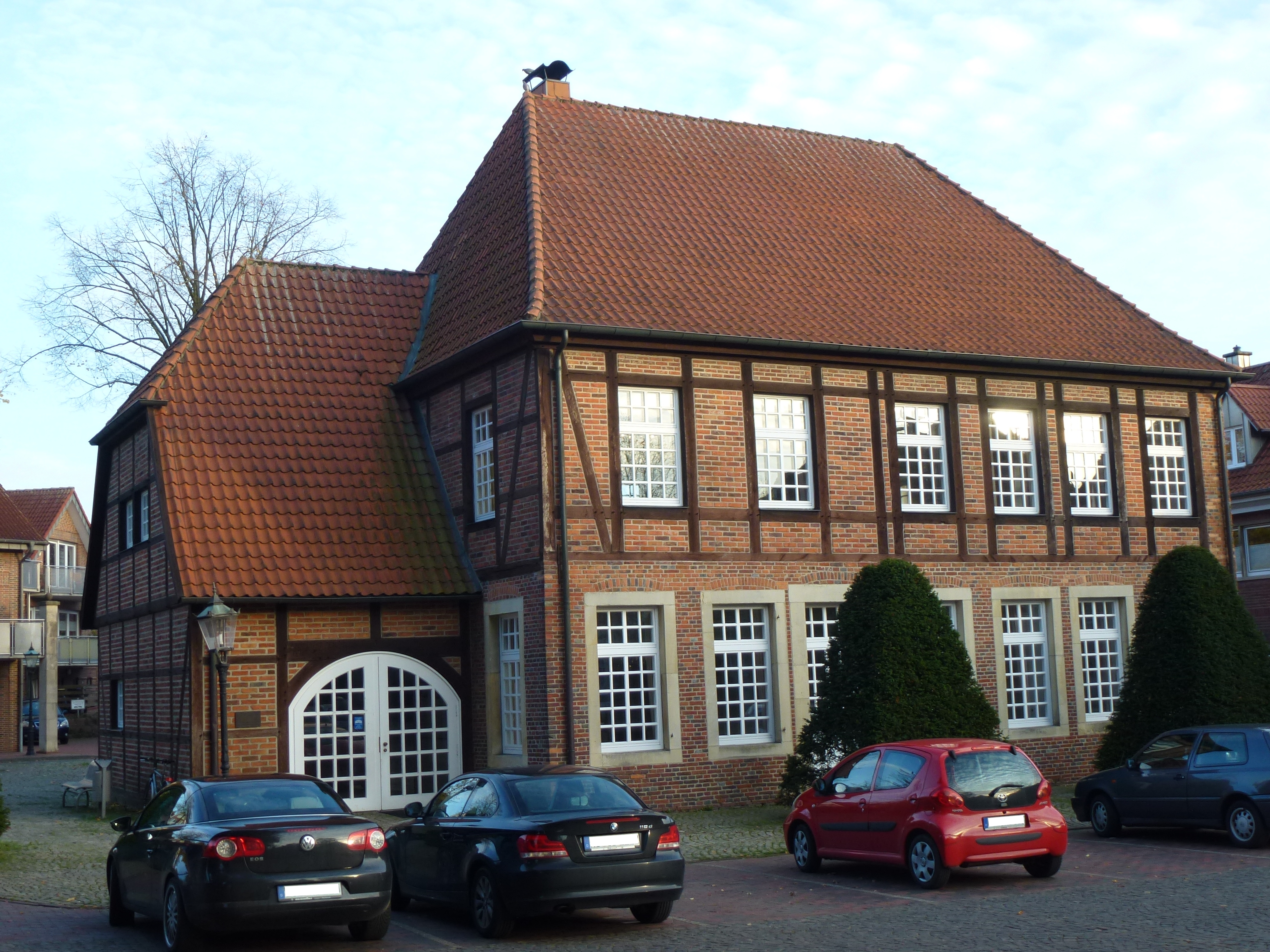
Nottuln, cultureel centrum Alte Amtmannei
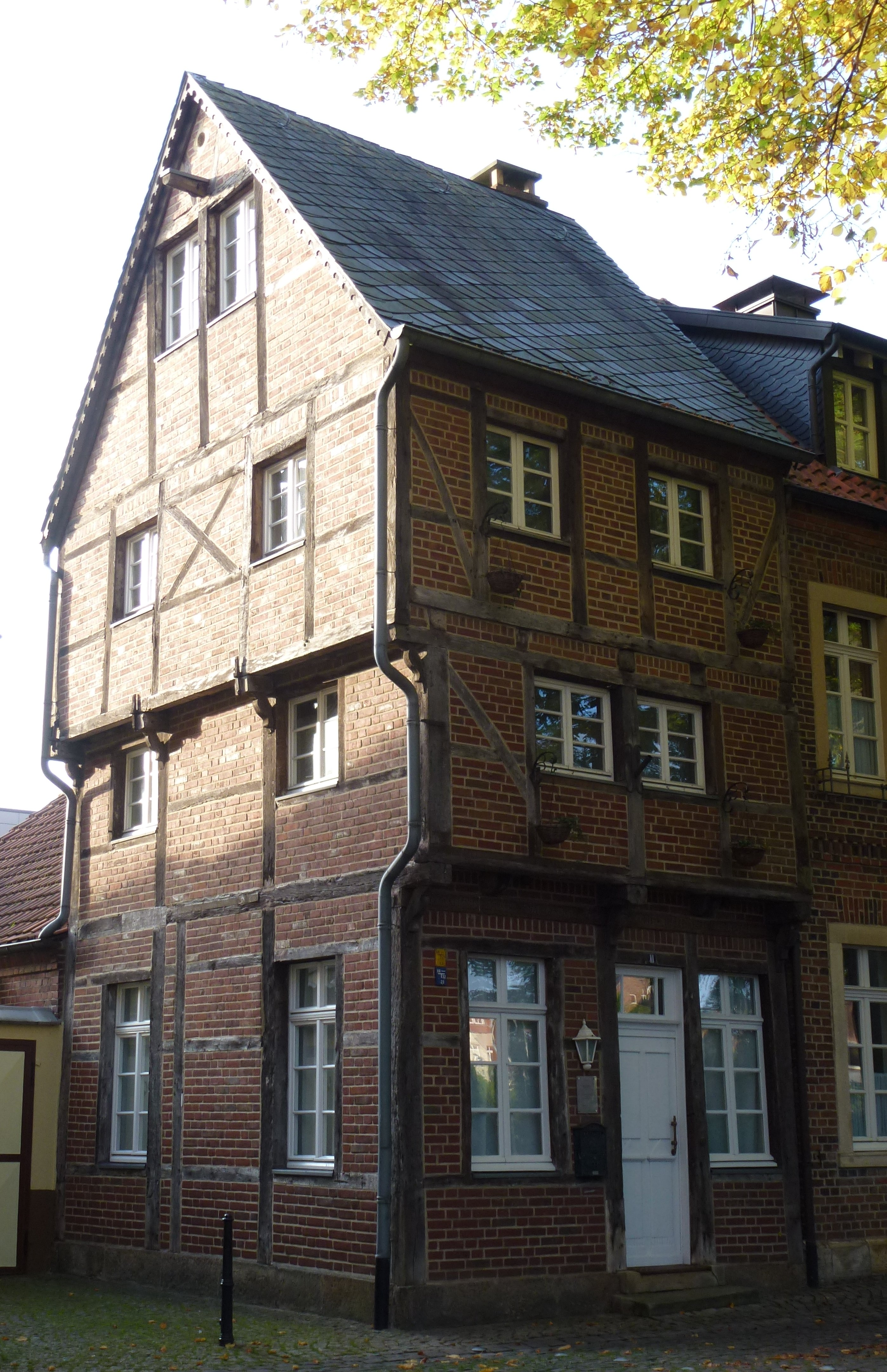
Vakwerkhuis van omstreeks 1700, Kirchplatz, Nottuln
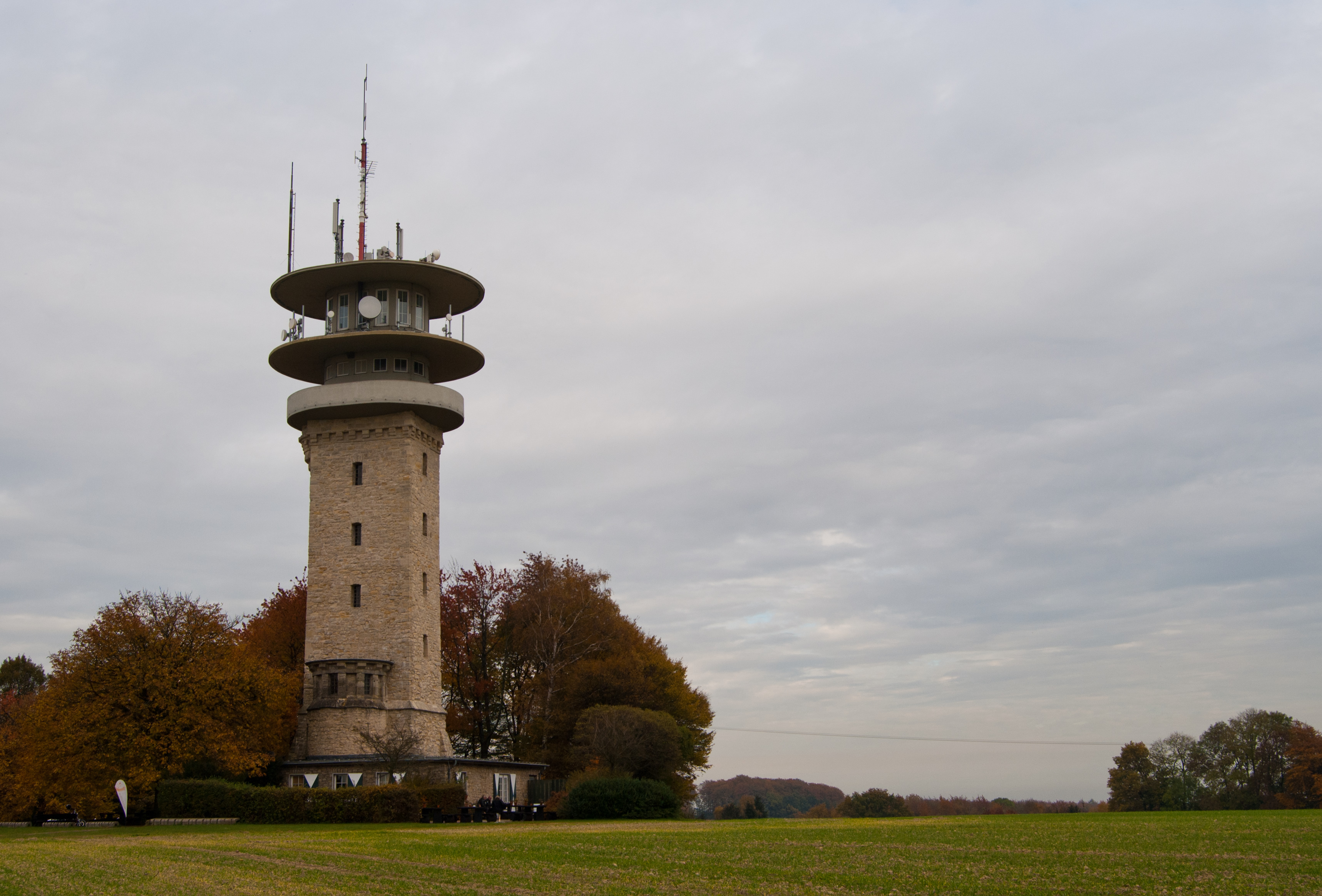
Uitzichttoren Longinusturm in de Baumberge
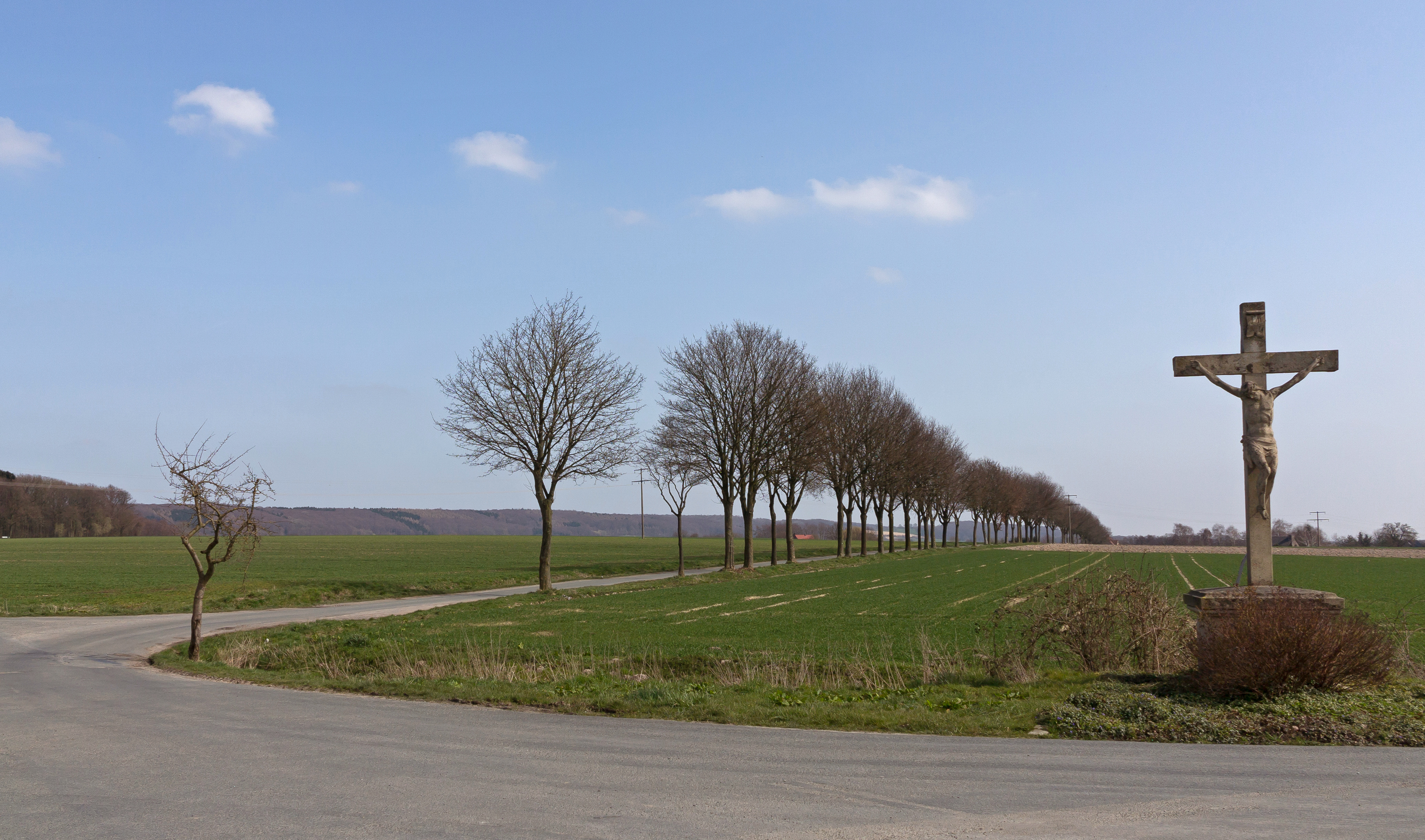
Uphoven, ten N. van Nottuln, wegkruis
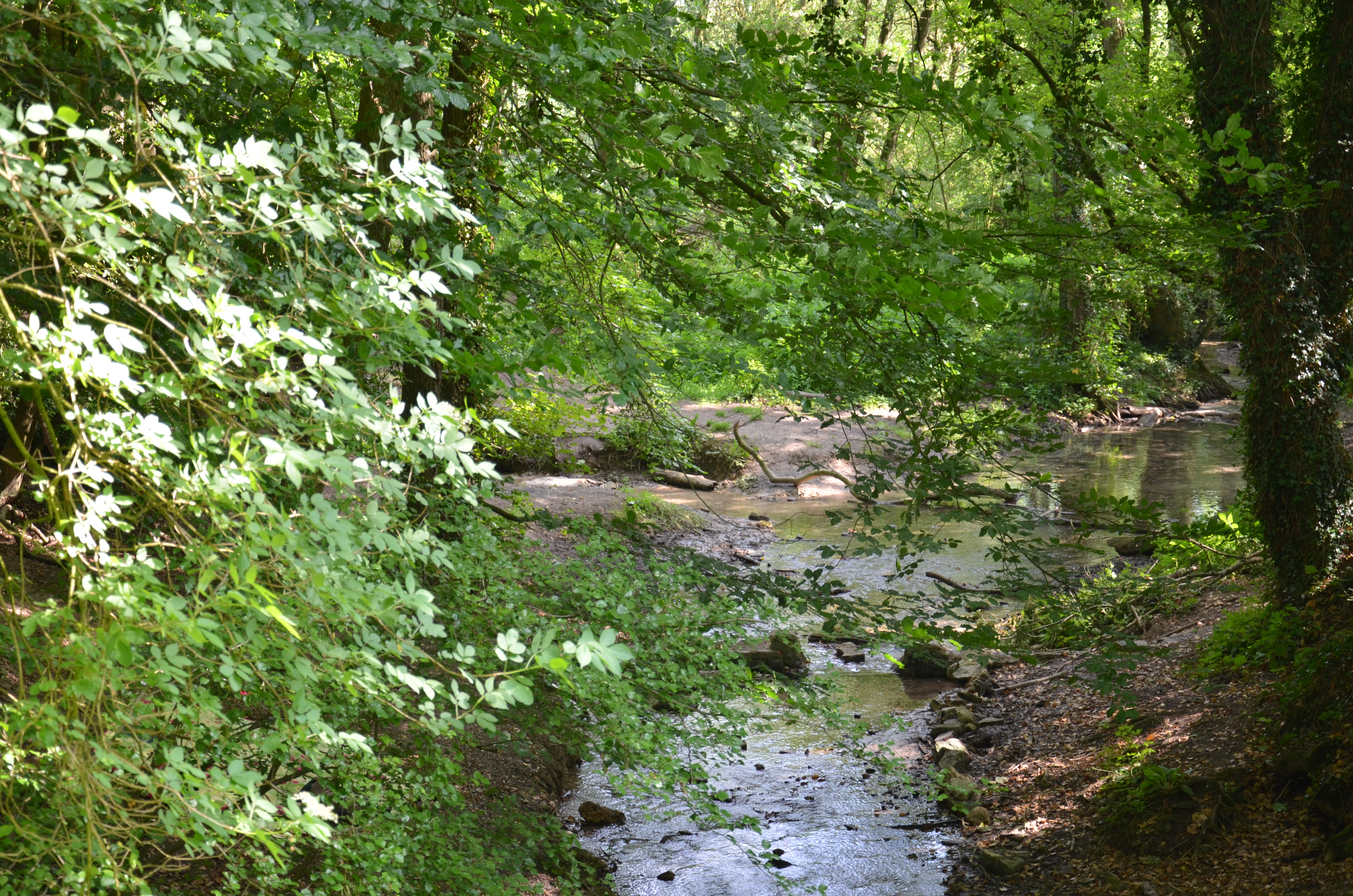
Baumberge: bron van de Stever
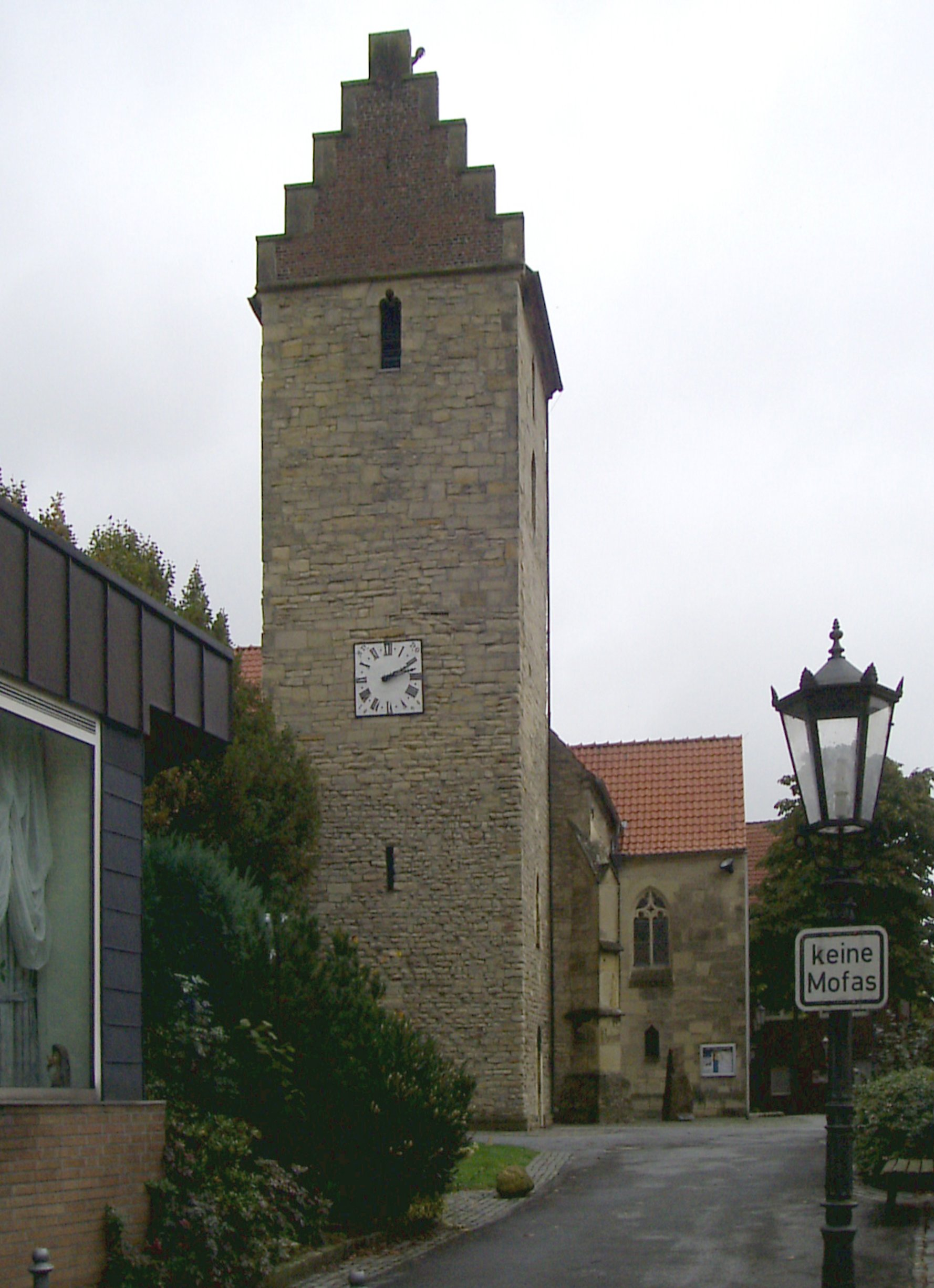
St. Bonifatiuskerk, Schapdetten
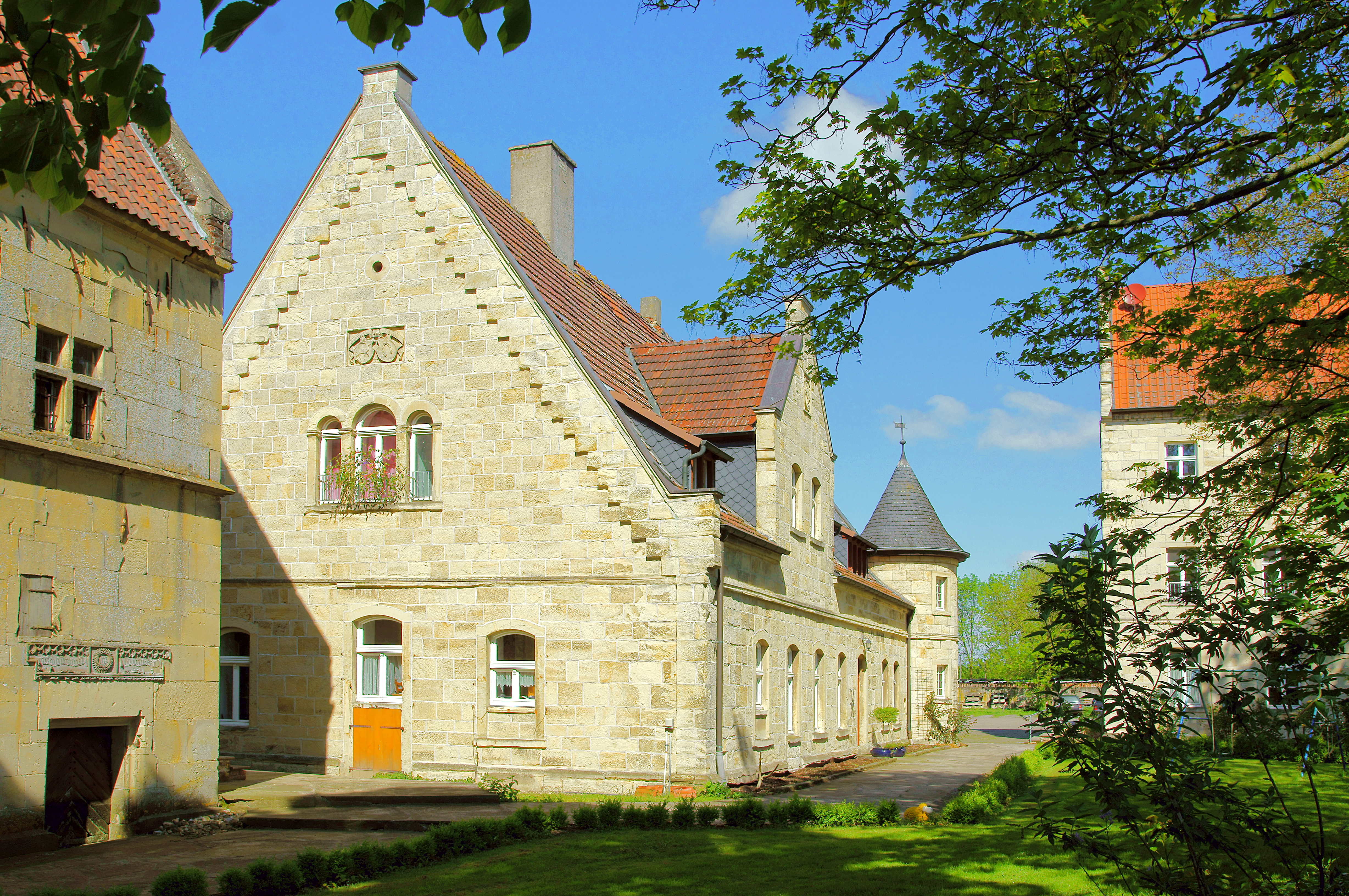
Herenboerderij Villa Alstede. Het gedeelte uiterst links op de foto dateert uit 1536.
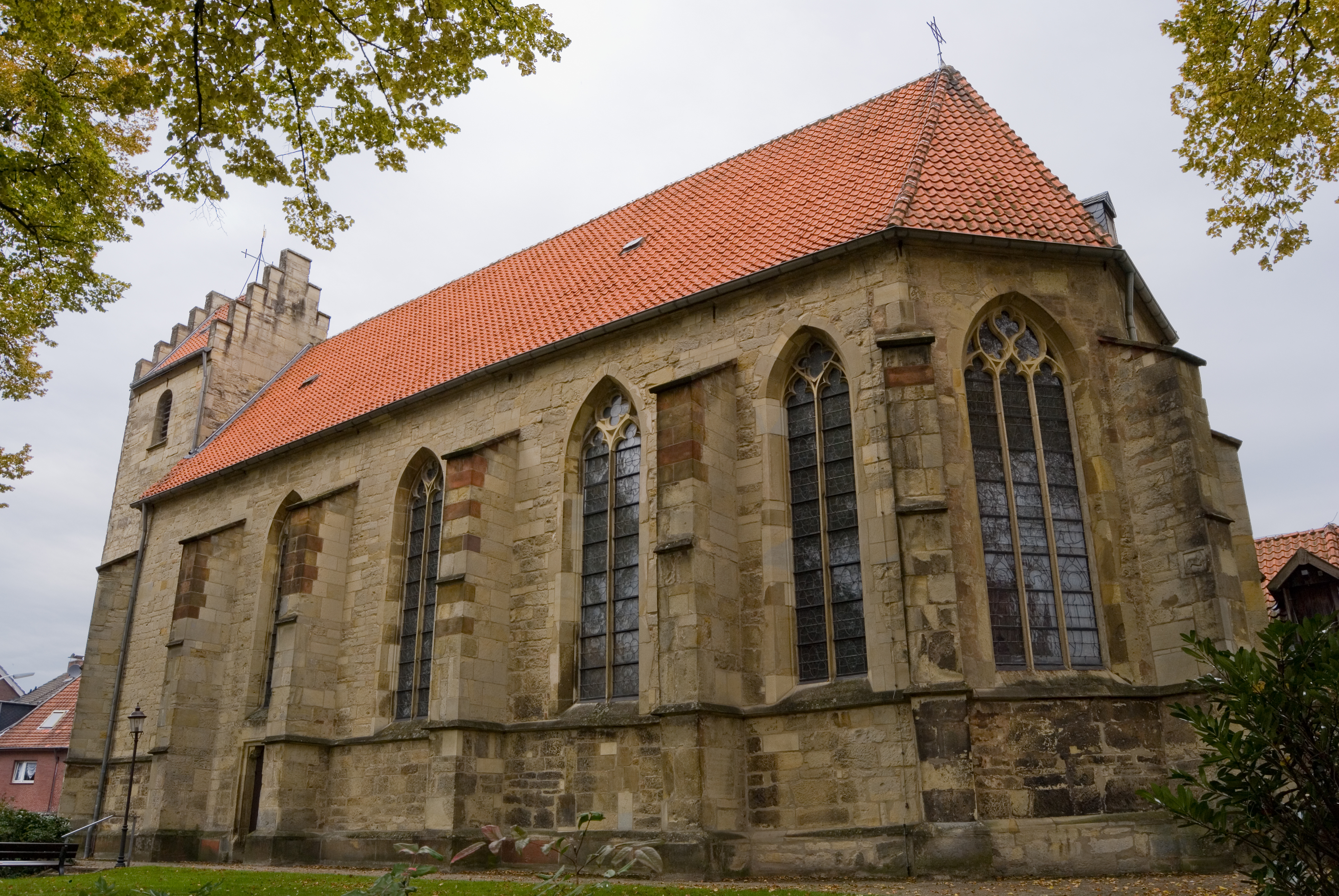
Darup, St. Fabianus- en Sebastiaanskerk (1)
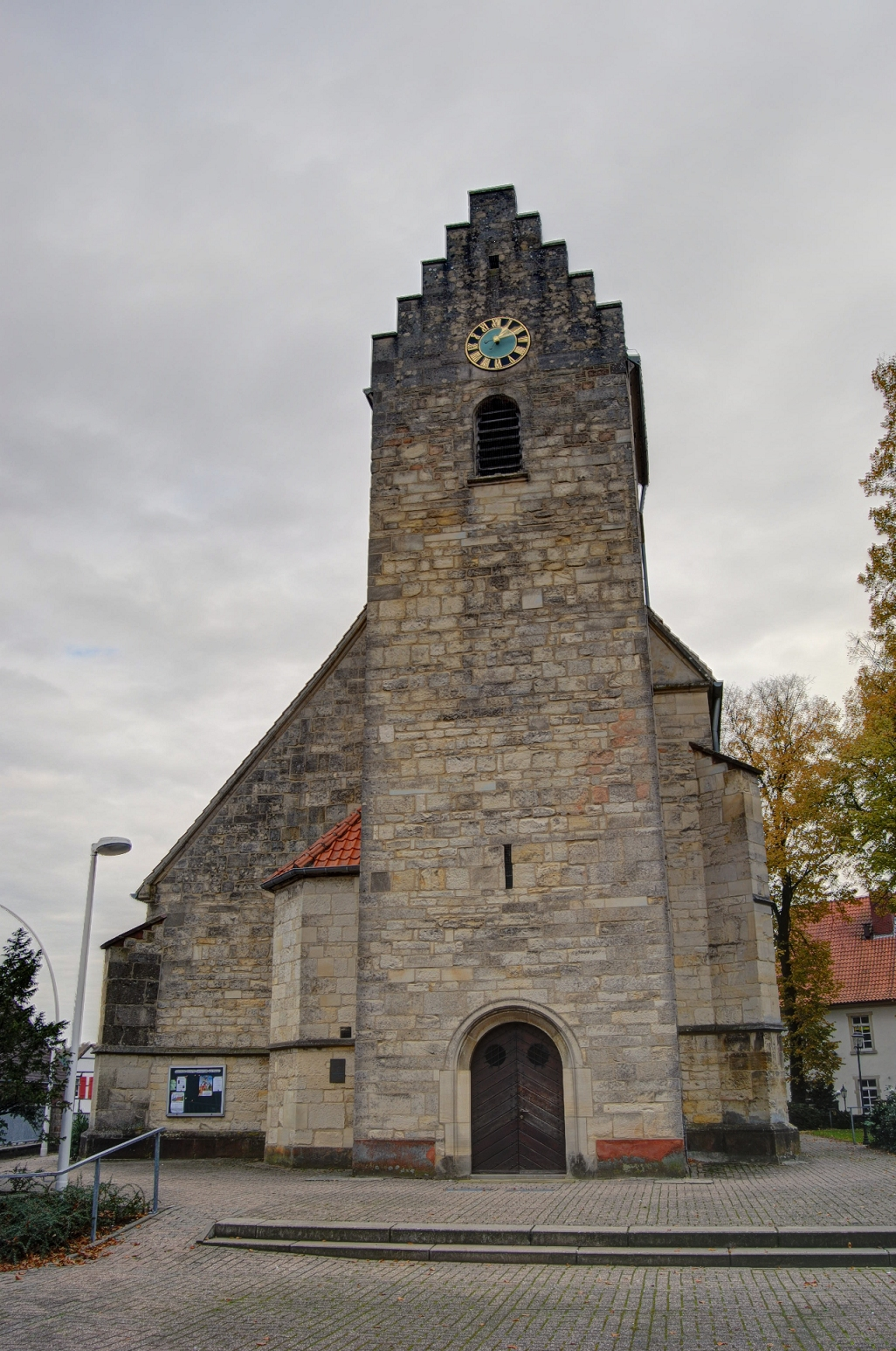
Darup, St. Fabianus- en Sebastiaanskerk (2)
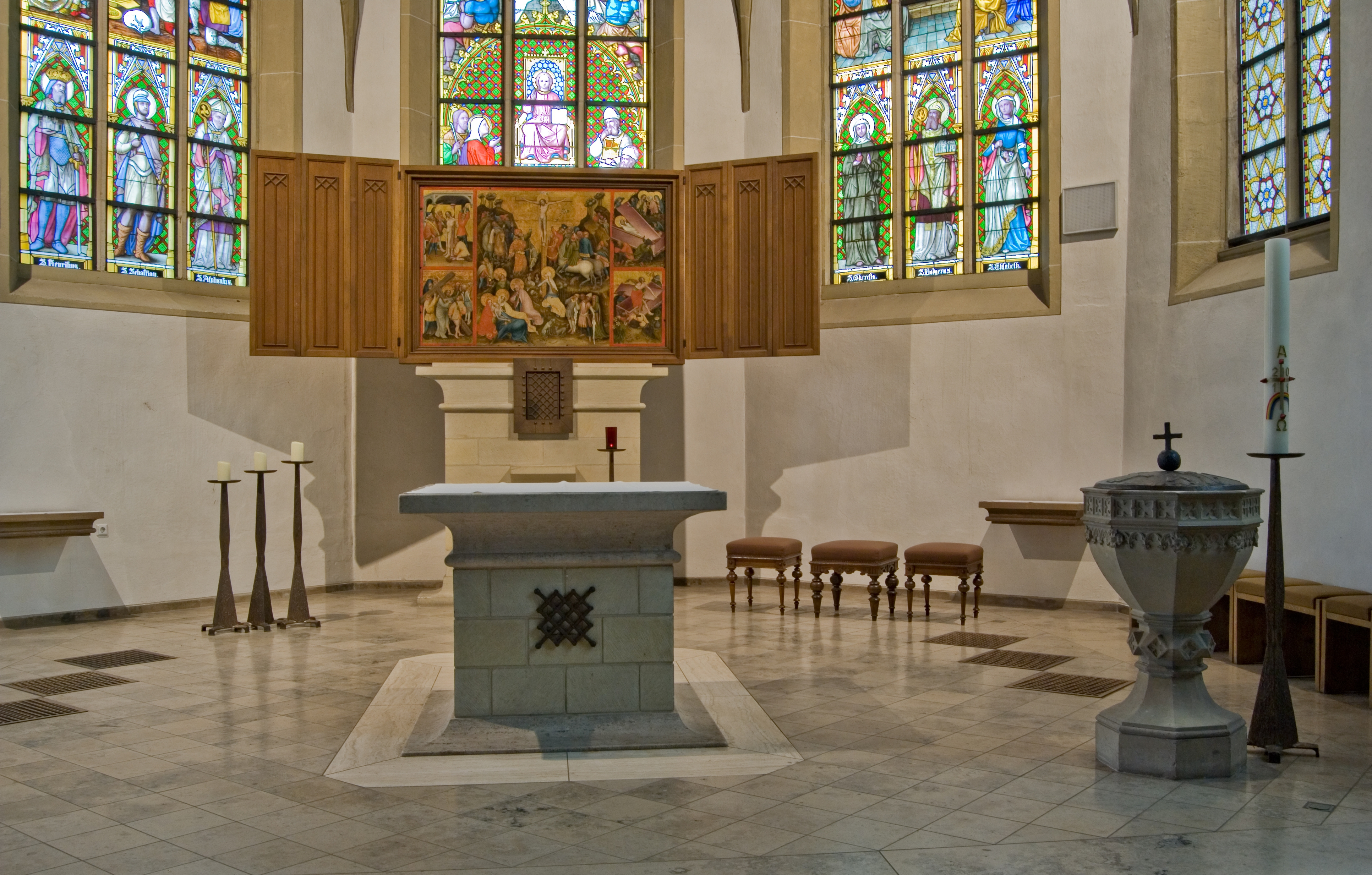
Darup, St. Fabianus- en Sebastiaanskerk (altaarstuk)
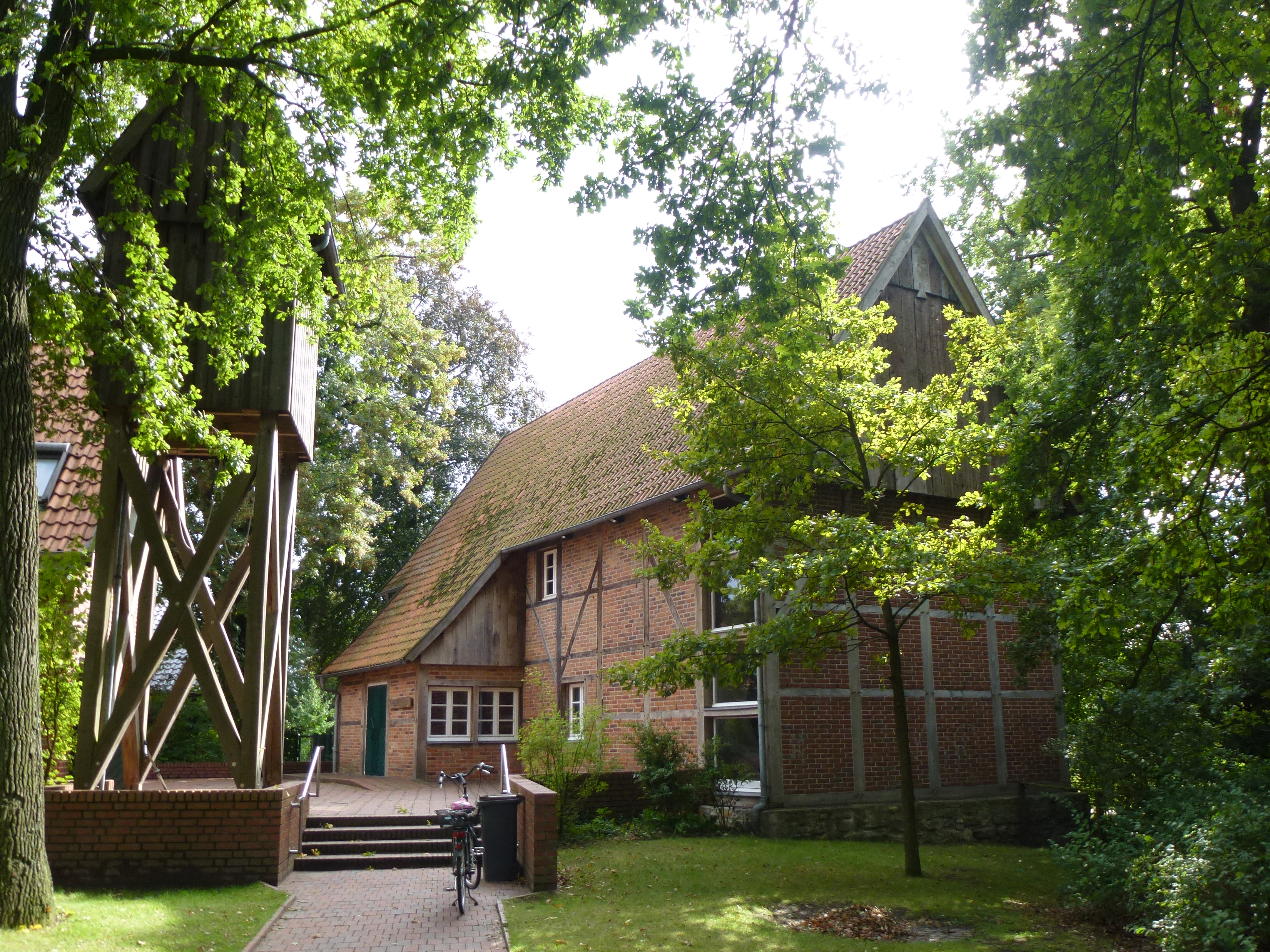
Appelhülsen, gebouwen van de evangelisch-lutherse kerk
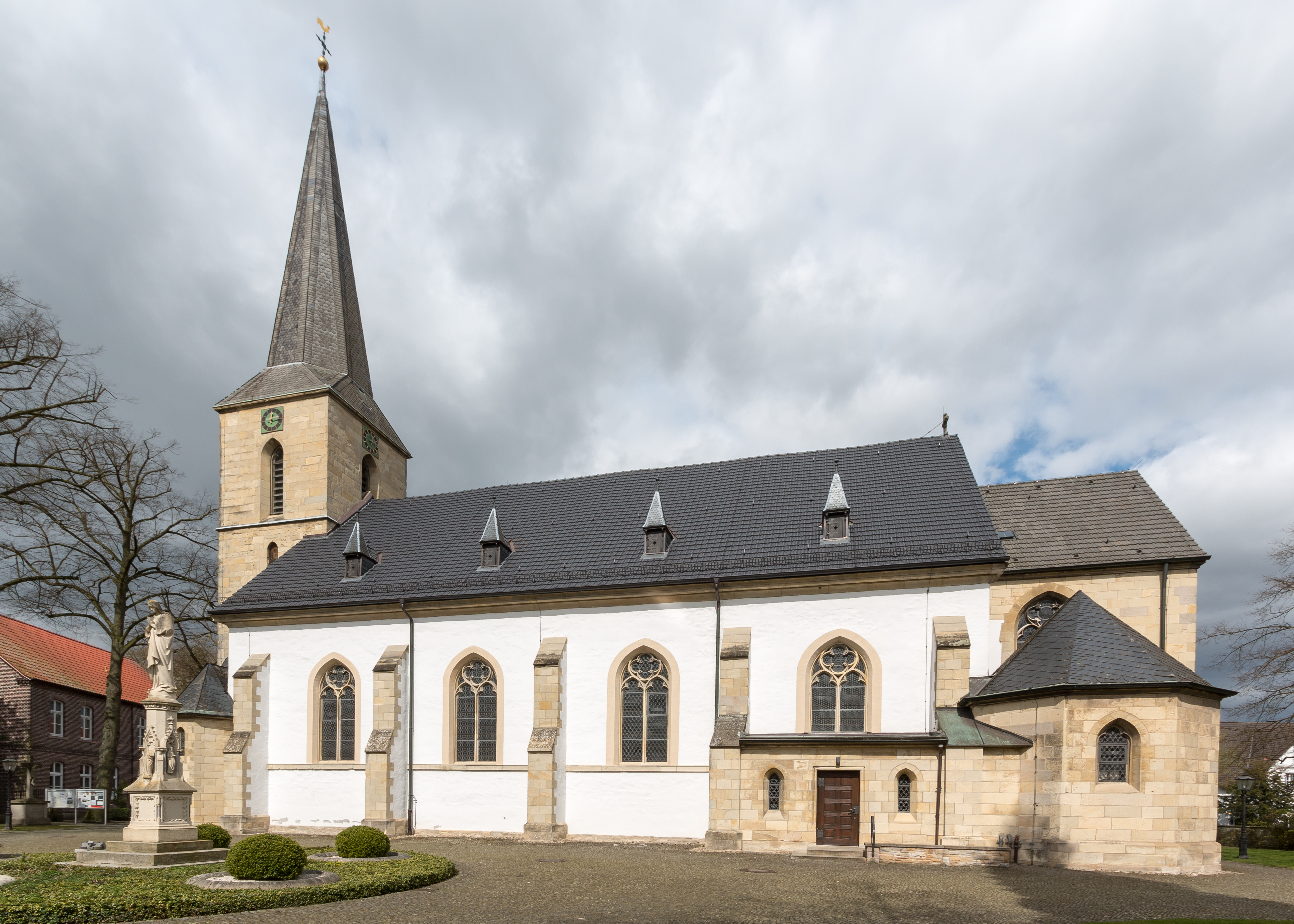
Appelhülsen, R.K. Maria-Hemelvaartkerk (1832, neogotisch)
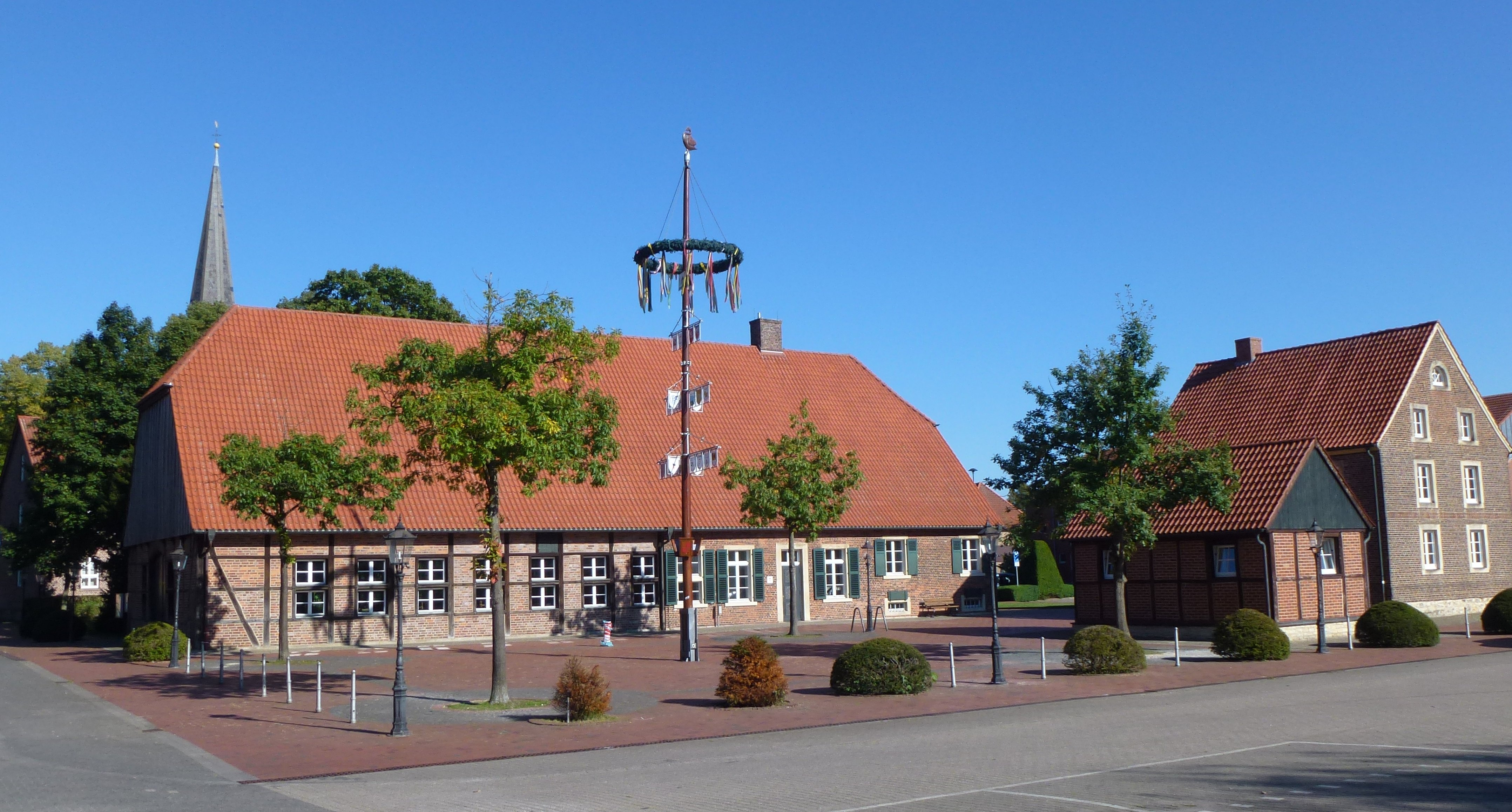
Appelhülsen, Hof Schulze Frenking (dependance gemeentehuis)
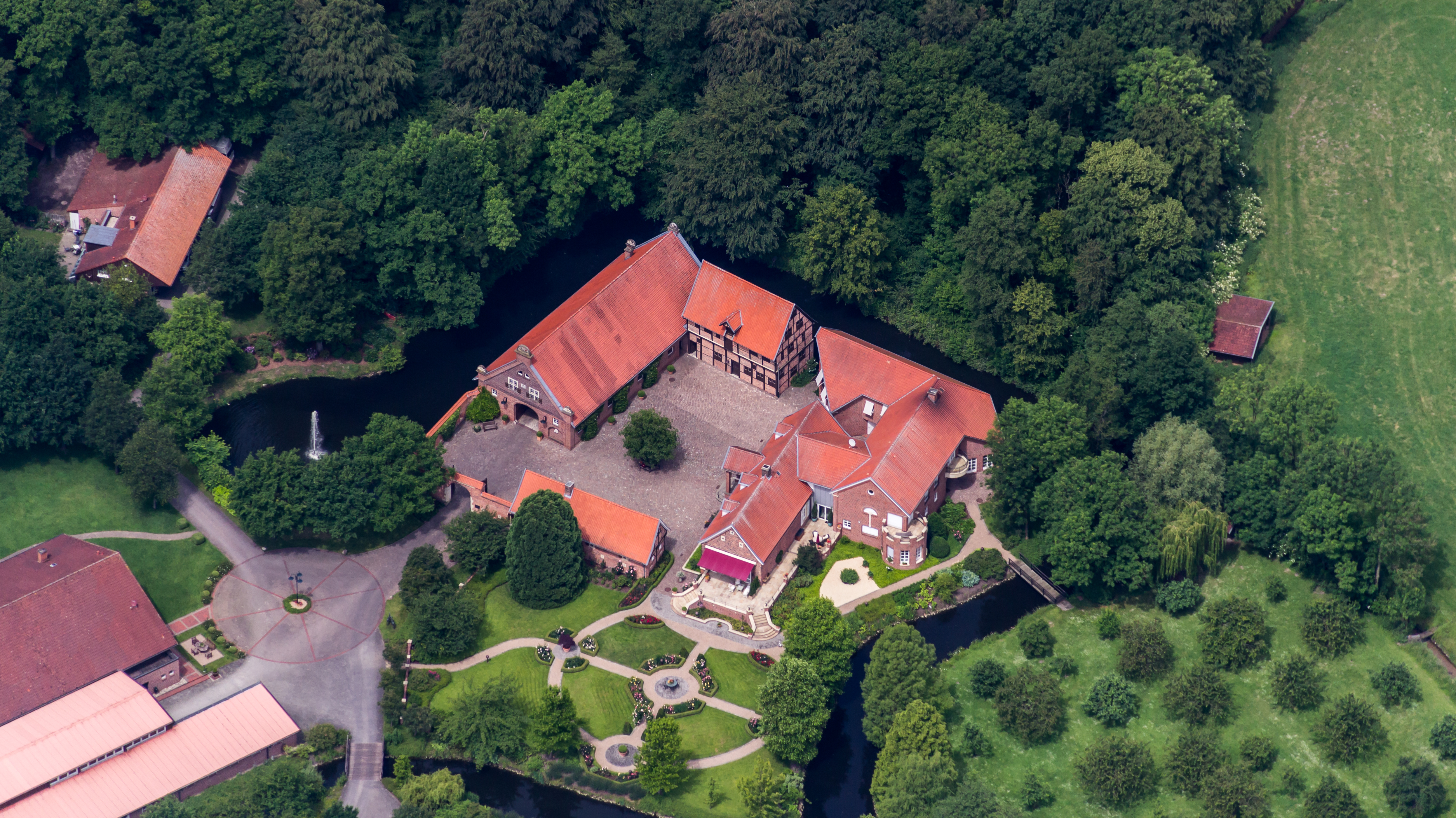
Appelhülsen, Haus Giesking
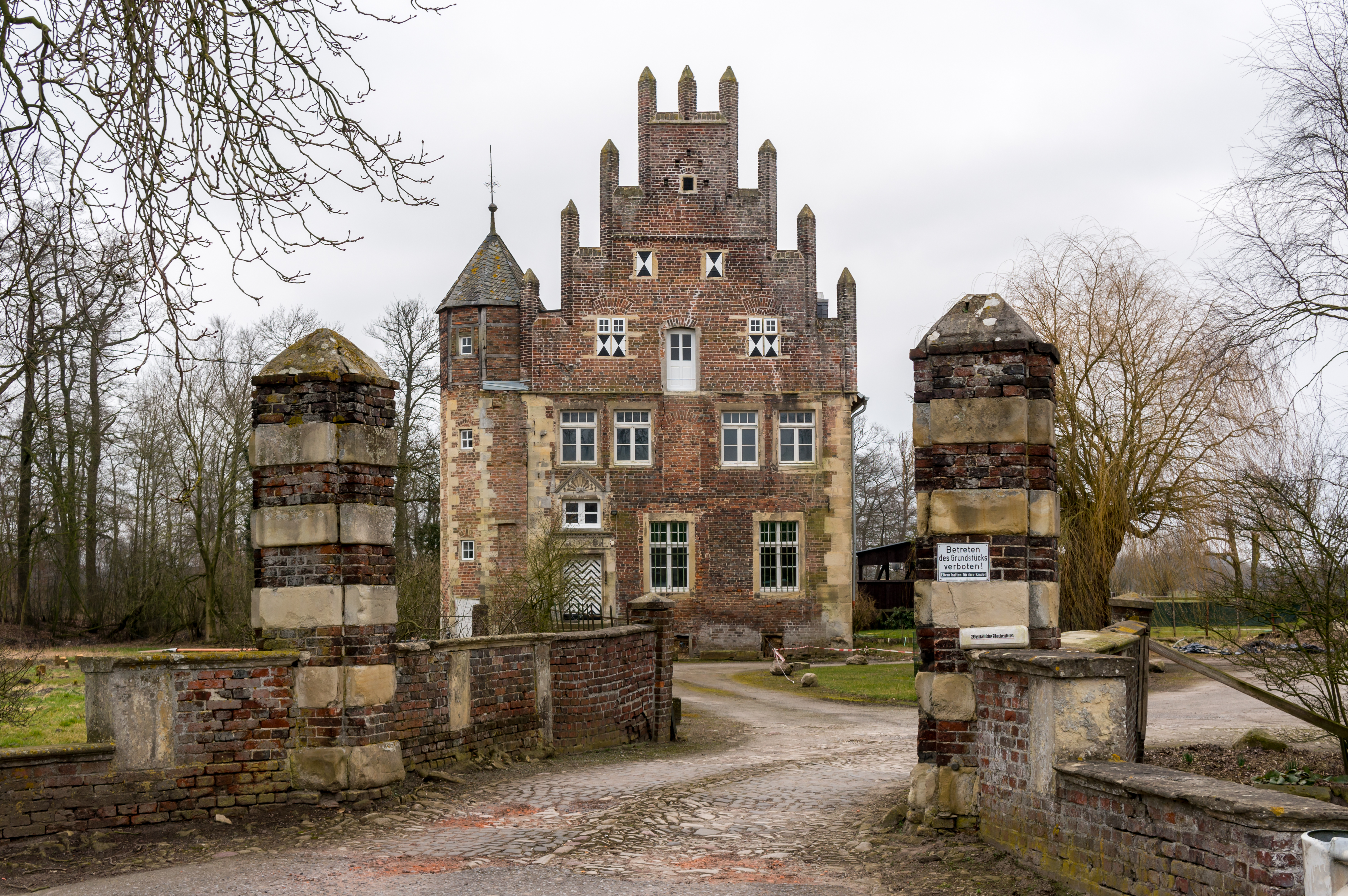
Appelhülsen, Haus Klein-Schonebeck

Ascheberg · Billerbeck · Coesfeld · Dülmen · Havixbeck · Lüdinghausen · Nordkirchen · Nottuln · Olfen · Rosendahl · Senden